# (27846) Honegger
(27846) Honegger (1994 TT16) – planetoida z pasa głównego asteroid okrążająca Słońce w ciągu 3,6 lat w średniej odległości 2,35 j.a. Odkryta 5 października 1994 roku.